# ケークウォーク

ケークウォークダンス。1903年

ケークウォーク（Cakewalk）とは、黒人の間で発祥したダンスの一種。2拍子の軽快なリズムからなる。これより派生して、簡単なこと、楽勝を意味する単語としても使われる。

## 起源
19世紀末にアメリカ合衆国南部で、ミンストレル・ショーからでたもっとも有名なダンスステップの一つとなり、20世紀にヨーロッパへもたらされ流行した。またアメリカ南部へ伝播されジャズの起源のひとつともなった。一説にはケーキを賭けて巧さを競い合って踊ったという。
クロード・ドビュッシーはこのダンスを題材にいくつかの曲を書いている。以下参照。中でも「ゴリウォーグのケークウォーク」は有名。
- ゴリウォーグのケークウォーク (Children's Corner - 6. Golliwogg's Cake-Walk, 1908)（組曲「子供の領分」より）
- 小さな黒人 (Le petit Negre, 1909)
- ミンストレルズ (Préludes: Premier Livre - 12. Minstrels, 1910)（前奏曲集 第1巻より）
- 風変わりなラヴィーヌ将軍 (Préludes: Deuxième Livre - 6. Général Lavine - Excentrique, 1913)（前奏曲集 第2巻より）

20世紀初頭のパリには、モンパルナス地区に格安の黒人ダンスホールが興り、最初はパリ在住の黒人同士で踊っていたが、後に白人の客、特に婦人方を交えて踊ることが流行った。これが当地界隈に集まった芸術家たちの間で話題になった。ギヨーム・アポリネールや藤田嗣治らも見物に訪れたという。あまりに繁盛しすぎたため、黒人客の出入りを嫌った住民の苦情と地主の都合で早々に店じまいに追い込まれたというが、これが20世紀初頭のパリで黒人文化を流行らせた発端の一つであったことは間違いない。この黒人ダンスホールについてはモンパルナス博物館に写真や当時の素描のパネルが展示されている。これらは後期印象派や、前述のアポリネールを取り巻く藤田やピカソなどその後進世代の画家、あるいは前述のドビュッシーやプーランク（初期に「黒人狂詩曲」という作品がある）といった音楽家たちにカルチャーショックを与え、ひいてはダダイスム運動へと繋がっていく。
ケークウォークのダンスコンテストの賞品としてケーキが使われたところから、優勝する、際立っているを意味するフレーズtake the cakeが生まれた（悪い意味にも使われる）。